# Oedaleops
Oedaleops é um sinapsídeo insetívoro do Permiano Inferior da América do Norte. Há uma única espécie do gênero Oedaleops campi. É conhecido por restos de três crânios e algumas partes de membros, encontrados na formação de Abo Cutler no Novo México. Possui tamanho similar ao Eothyris, mas diferencia-se por apresentar os dentes caniniformes menos proeminentes.